# Produktionszentrum Tanz und Performance
Der Produktionszentrum Tanz und Performance e.V. (kurz: PZ) ist ein im Jahr 2000 gegründeter gemeinnütziger Verein zur Förderung der freien Tanz- und Performanceszene in Stuttgart mit eigener Proben- und Produktionsstätte. Das Produktionszentrum ist Mitglied in der Tanzszene Baden-Württemberg und im Landesverband Freie Tanz- und Theaterschaffende Baden-Württemberg.
Seit 2010 ist das Produktionszentrum Tanz und Performance im alten Felsenkeller in Feuerbach, ein großer denkmalgeschützter Tanzsaal aus dem 19. Jahrhundert, untergebracht. Der Verein verwaltet zusätzlich einen Proberaum in Stuttgart-Ost.
Seit Februar 2024 ist Catja Baumann die Vorstandsvorsitzende des Vereins
Die Geschäftsführung übernimmt Laura Sommerfeld seit 2022. 

## Festivals und Projekte
Das Produktionszentrum ist Teil der jährlich stattfindenden Feuerbacher Kulturnacht. Hierbei zeigen die Mitglieder des Produktionszentrums kurze Beiträge und Ausschnitte aus aktuellen Produktionen. Zum 20-jährigen Jubiläum des Produktionszentrums entstand das Stück „Counter Balance“ mit Mitgliedern des Produktionszentrums von dem Choreografen und Mitglied Lior Lev und der Komponistin Viktoriia Vitrenko. Das Stück wurde im Rahmen der Reihe INTERVENTIONEN der FTTS im Historischen Wasserspeicher Stuttgart im Oktober 2021 uraufgeführt.
Zu den Festivals von überregionaler Ausstrahlung zählt das Flamenco-Festival Stuttgart, welches jährlich im Sommer stattfindet. Daneben veranstaltet das Produktionszentrum jedes Jahr die SEEDS Academy, welche dem Austausch zwischen nationalen und internationalen Künstlern dient.

## Kooperationen
2018 wurde „Saal Frei“, eine Plattform für Improvisationskunst, durch Mitglieder des Produktionszentrums mit eigenen Veranstaltungsreihen, Festivals, Laboren und regelmäßigem Training gegründet. Die Veranstaltungsreihe findet regelmäßig im Produktionszentrum in Feuerbach statt.
Ebenfalls im Jahr 2018 gründete das Produktionszentrum gemeinsam mit den Vereinen Freie Theater Stuttgart und der Vereinigung freier darstellender Künstlerinnen und Künstler für Stuttgart und die Region, die übergeordnete Interessenvertretung „Freie Tanz- und Theaterszene Stuttgart gUG“ (FTTS), welche von der Stadt Stuttgart institutionell gefördert wird. Zusammen mit der FTTS und den Gesellschaftern der FTTS setzt sich das Produktionszentrum seit 2010 für eine gemeinsame Spielstätte für freie Tanz- und Theaterschaffende Stuttgarts ein.
Seit 2020 veranstaltet das Produktionszentrum gemeinsam mit der VHS Stuttgart das „Stuttgart SOLO CHOREO“, wo explizit Künstler aus Stuttgart und der Region auftreten dürfen.
Seit 2021 veranstaltet das Produktionszentrum in Kooperation mit dem FITZ! Theater animierter Formen und dem Stuttgarter Filmwinter – Festival of Expanded Media die Veranstaltungsreihe „SHORTIES“. Jeden zweiten Monat verbinden sich dabei an einem Abend Kurzbeiträge aus den Sparten Theater, Tanz und Film.
Anlässlich des 100-jährigen Jubiläums des Triadischen Balletts von Oskar Schlemmer im Jahr 2022 initiierte das Produktionszentrum erstmalig in Kooperation mit der Staatsgalerie Stuttgart ein Tanz- und Performancefestival für die Freie Tanzszene Stuttgart mit dem Thema „Körper der Gegenwart“. Das Festival fand Anfang Oktober 2022 statt.

## Aufführungsorte
Aufführungsorte der Produktionen der Mitglieder sind das Produktionszentrum selbst, aber auch weitere Bühnen in der Region Stuttgart, darunter u. a.:
- Theaterhaus Stuttgart
- Theater Rampe
- FITZ!
- Theater Tri-Bühne
- Treffpunkt Rotebühlplatz (VHS Stuttgart)
- Württembergische Kunstverein
- Wilhelma-Theater
- Projektraum des Kunstverein Wagenhallen e.V.
- White Noise Club Stuttgart